# 35444 Giuliamarconcini
35444 Giuliamarconcini è un asteroide della fascia principale. Scoperto nel 1998, presenta un'orbita caratterizzata da un semiasse maggiore pari a 2,3545112 au e da un'eccentricità di 0,1867923, inclinata di 5,59097° rispetto all'eclittica.